# Грэпплинг
Грэ́пплинг (англ. grappling) — англоязычное определение стиля ближнего боя в единоборствах, борцовской техники с использованием захватов (от англ. grapple «захват», «абордажный крюк»), для отличия от стилевой противоположности — ударной техники (как например, в боксе, кикбоксинге и т. д.). Грэпплинг появился в 1990-2010х годах
.
Вид спортивного единоборства, совмещающий в себе технику всех борцовских дисциплин, с минимальными ограничениями по использованию болевых и удушающих приёмов. Считается европейской модификацией борьбы джиу-джитсу.
Этот вид борьбы не включает в себя нанесение ударов и использование оружия. Стремление закончить поединок досрочно, с помощью болевого или удушающего приёма, является отличительной особенностью грэпплинга, в отличие от других видов борьбы, основной целью которых является либо позиционное доминирование (Вольная борьба и Греко-римская борьба), либо получение очков за определённое количество бросков и других технических действий (дзюдо и самбо), после чего спортсмену присуждается победа.
Другой отличительной чертой грэпплинга является форма. Одежда спортсмена состоит из шортов и рашгарда (обтягивающей футболки с коротким и длинным рукавом). Важно, что одежда должна полностью прилегать к телу, чтобы во время схватки не давать никому преимущества. 
С середины 90-х годов 20 века в мире начали проводиться множество турниров по смешанным единоборствам. Все виды единоборств начали оценивать по уровню их практичности в ММА. Формат поединка с минимальными ограничениями востребовал более универсальный технический арсенал, чем тот который использовали существующие виды единоборств. Это коснулось и всех распространённых борцовских дисциплин. Мир единоборств востребовал объединённую борьбу, учитывающую новые требования, особенно элементы борьбы лёжа на спине. В мире появились множество федераций, проводящих такие соревнования. Начали появляться и разные названия этой борьбы. Международная федерация любительской борьбы ФИЛА подключилась к этому процессу 2006 г., запустив свой проект под названием грэпплинг (борьба в облегающей футболке и шортах) и грэпплинг ги (борьба в кимоно). Первый чемпионат прошёл в Турции, Анталии в 2007 г. Первое Первенство состоялось в 2010 г. в Хорватии. По состязательному процессу, правилам вида спорта (основным принципам), среде занятий и используемому инвентарю, грэпплинг наиболее близок к самбо, вольной борьбе и греко-римской борьбе
.

## Техника
Техника грэпплинга представлена широким спектром методов, таких как клинч, бросок и сваливание, болевой приём и удушение, позиционная борьба, ускользание, перевороты (свипы).
Клинч
Клинчем называется борьба спортсменов в положении стоя с участием верхней половины тела. Используется для того, чтобы подготовить бросок, либо защиту от него.
Бросок
Бросок — это техника, с помощью которой один из борцов выводит из равновесия другого, поднимает его в воздух и ударяет о землю. Цель броска — вывести оппонента из строя сильным ударом о землю или занять доминирующую позицию.
Сваливание (тэйкдаун)
Тэйкдаун отличается от броска тем, что он проводится без подъёма противника в воздух и без характерной для броска амплитудности. По своей сути тэйкдаун представляет собой сваливание противника на землю, чтобы продолжить схватку там.
Болевой приём и удушение
Удушение используется, чтобы привести оппонента в бессознательное состояние.
Различаются два типа удушений:
- Воздушное удушение, применяется для прекращения поступления воздуха в лёгкие противника;
- Кровяное удушение, применяется для прекращения поступления крови в мозг противника.

Болевые приёмы применяются для повреждения суставов противника, либо других частей тела, что причиняет сильную боль сопернику и приводит к его сдаче. Болевые приёмы подразделяются на:
- Рычаги, с помощью которых сустав оппонента двигается по прямой вне его нормального диапазона движения;
- Узлы, с помощью которых сустав оппонента вращается по своей оси вне его нормального диапазона движения;
- Ущемления, с помощью которых мускул противника сжимается между костями (обычно голени и предплечья), либо ущемления, которые расширяют, разделяют сустав.

Позиционная борьба
Используется для приведения противника в положение, в котором он не способен атаковать. Типы позиций:
- гард;
- полугард;
- удержание сбоку (сайд контрол);
- удержание со спины (бэк маунт);
- удержание верхом (маунт);
- удержание со стороны головы («север-юг»);
- «колено-на-животе»;
- «распятие».

Ускользание
Ускользание применяется для того, чтобы борец смог сменить невыгодную борцовскую позицию на выгодную. Например, когда лежащему спортсмену удается вернуться в положение стоя, либо когда спортсмену, к которому применяют болевой приём или удушение, удается выскользнуть из него, либо когда спортсмен будучи в невыгодной позиции возвращает себя в положение гарда.
Переворот (свип)
Данная техника применяется для смены невыгодной позиции на выгодную с помощью переворота противника.

## Организации
- UWW (FILA) — старейшая организация, первые турниры которой (по греко-римской борьбе) прошли в начале XX века. UWW ежегодно проводит чемпионаты и первенства мира и Европы по спортивному грэпплингу среди юношей/девушек, юниоров/юниорок и мужчин/женщин. Грэпплинг UWW входит в программу Всемирных Игр боевых искусств SportAccord.
- North American Grappling Association (NAGA) — наиболее массовая организация, насчитывающая 46 000 борцов. Помимо грэпплинга, также проводит ММА-турниры. Первые турниры по грэпплингу были проведены предшественницей NAGA в 1995 году в Нью-Йорке (США).
- ADCC Submission Fighting World Championship[англ.] — наиболее известная и престижная организация, проводит турниры с 1998 года. Мужчины соревнуются в пяти весовых категориях, не считая абсолютной; женщины — в двух. Многие призёры и чемпионы ADCC успешно принимают участие в боях смешанного стиля (ММА).
- Grapplers Quest — американская организация. Первый турнир которой состоялся в 1999 году, и приняло участие 298 спортсменов.